# Onthophagus fracticornis
Onthophagus fracticornis é uma espécie de insetos coleópteros polífagos pertencente à família Scarabaeidae.
A autoridade científica da espécie é Preyssler, tendo sido descrita no ano de 1790.
Trata-se de uma espécie presente no território português.